# Матч СРСР — США з легкої атлетики 1970
Матч СРСР — США з легкої атлетики 1970 був проведений 23-24 липня у Ленінграді на стадіоні імені Леніна.
В окремих дисциплінах матчу взяли участь легкоатлети з п'яти країн Європи — Фінляндії, Польщі, Італії, Чехословаччини та Болгарії.
Радянська команда вперше виступала двома складами — СРСР-1 та СРСР-2. До заліку матчу йшли результати, показані спортсменами першої команди.

## Результати

### Чоловіки
| Місце | Атлет                     | Результат | Очки |
| ----- | ------------------------- | --------- | ---- |
| 1     | Валерій Борзов СРСР-1     | 10,4      | 5    |
| 2     | Бен Вон США               | 10,5      | 3    |
| 3     | Айворі Крокетт США        | 10,5      | 2    |
| 4     | Олександр Корнелюк СРСР-1 | 10,7      | 1    |
| 5     | Віктор Зорькін СРСР-2     | 10,7      |      |
| 6     | Олександр Лебедєв СРСР-2  | 10,8      |      |

| Місце | Атлет                    | Результат | Очки |
| ----- | ------------------------ | --------- | ---- |
| 1     | Віллі Тернер США         | 20,8      | 5    |
| 2     | Бен Вон США              | 20,9      | 3    |
| 3     | Валентин Маслаков СРСР-1 | 21,3      | 2    |
| 4     | Владислав Сапея СРСР-1   | 21,6      | 1    |
| 5     | Сергій Коровін СРСР-2    | 21,6      |      |
| 6     | Олександр Жидких СРСР-2  | 21,6      |      |

| Місце | Атлет                      | Результат | Очки |
| ----- | -------------------------- | --------- | ---- |
| 1     | Вейн Коллетт США           | 45,7      | 5    |
| 2     | Джон Сміт США              | 46,3      | 3    |
| 3     | Олександр Братчиков СРСР-1 | 46,7      | 2    |
| 4     | Анджей Баденський Польща   | 46,7      |      |
| 5     | Борис Савчук СРСР-1        | 46,9      | 1    |
| 6     | Олександр Конніков СРСР-2  | 47,2      |      |

| Місце | Атлет                       | Результат | Очки |
| ----- | --------------------------- | --------- | ---- |
| 1     | Євген Аржанов СРСР-1        | 1.45,6    | 5    |
| 2     | Йозеф Плахий Чехословаччина | 1.46,0    |      |
| 3     | Марк Вінценрайд США         | 1.46,4    | 3    |
| 4     | Іван Іванов СРСР-2          | 1.47,8    |      |
| 5     | Сергій Крючек СРСР-1        | 1.48,4    | 2    |
| 6     | Кен Свенсон США             | 1.55,2    | 1    |

| Місце | Атлет                       | Результат | Очки |
| ----- | --------------------------- | --------- | ---- |
| 1     | Михайло Желобовський СРСР-1 | 3.40,5    | 5    |
| 2     | Джеррі ван Дайк США         | 3.41,4    | 3    |
| 3     | Анатолій Верлан СРСР-1      | 3.43,0    | 2    |
| 4     | Олег Райко СРСР-2           | 3.44,6    |      |
| 5     | Володимир Пантелей СРСР-2   | 3.47,8    |      |
| 6     | Майкл Гауелл США            | 3.52,1    | 1    |

| Місце | Атлет                     | Результат | Очки |
| ----- | ------------------------- | --------- | ---- |
| 1     | Рашид Шарафетдинов СРСР-1 | 13.41,8   | 5    |
| 2     | Стів Префонтейн США       | 13.49,4   | 3    |
| 3     | Микола Пуклаков СРСР-2    | 13.53,8   |      |
| 4     | Володимир Шашмурин СРСР-1 | 14.01,4   | 2    |
| 5     | Гарі Б'єрклунд США        | 14.13,2   | 1    |
| 6     | Вольдемар Шпар СРСР-2     | 14.31,6   |      |

| Місце | Атлет                    | Результат | Очки |
| ----- | ------------------------ | --------- | ---- |
| 1     | Гарі Б'єрклунд США       | 28.23,0   | 5    |
| 2     | Кен Мур США              | 28.50,2   | 3    |
| 3     | Леонід Микитенко СРСР-1  | 28.51,4   | 2    |
| 4     | В'ячеслав Аланов СРСР-2  | 29.11,4   |      |
| 5     | Микола Свиридов СРСР-1   | 29.36,2   | 1    |
| 6     | Володимир Циренов СРСР-2 | 29.41,2   |      |

| Місце | Атлет                    | Результат | Очки |
| ----- | ------------------------ | --------- | ---- |
| 1     | Маркус Вокер США         | 13,8      | 5    |
| 2     | Томас Гілл США           | 14,1      | 3    |
| 3     | Віктор Баліхін СРСР-1    | 14,5      | 2    |
| 4     | Юрій Подтергера СРСР-1   | 14,6      | 1    |
| 5     | Олег Степаненко СРСР-2   | 14,8      |      |
| 6     | Олександр Синицин СРСР-2 | 14,9      |      |

| Місце | Атлет                   | Результат | Очки |
| ----- | ----------------------- | --------- | ---- |
| 1     | Ральф Манн США          | 49,8      | 5    |
| 2     | Дмитро Стукалов СРСР-1  | 50,5      | 3    |
| 3     | Рон Вітні США           | 50,7      | 2    |
| 4     | Анатолій Казаков СРСР-1 | 51,6      | 1    |
| 5     | Юрій Сінеков СРСР-2     | 52,6      |      |
| 6     | Віктор Мясников СРСР-2  | 55,2      |      |

| Місце | Атлет                          | Результат | Очки |
| ----- | ------------------------------ | --------- | ---- |
| 1     | Володимир Дудін СРСР-1         | 8.35,4    | 5    |
| 2     | Михайло Желєв Болгарія         | 8.35,4    |      |
| 3     | Ромуальдас Бітте СРСР-1        | 8.36,0    | 3    |
| 4     | Білл Райлі США                 | 8.37,0    | 2    |
| 5     | Мікко Ала-Леппілампі Фінляндія | 8.50,6    |      |
| 6     | Джером Лібенберг США           | 9.17,6    | 1    |

| Місце | Команда                                                                 | Результат | Очки |
| ----- | ----------------------------------------------------------------------- | --------- | ---- |
| 1     | СШААйворі Крокетт Бен Вон Едді Гарт Роберт Тейлор                       | 39,1      | 5    |
| 2     | СРСР-1Олександр Корнелюк Владислав Сапея Борис Ізместьєв Валерій Борзов | 39,2      | 3    |
| 3     | СРСР-2Олександр Лебедєв Олександр Жидких Віктор Зорькін Сергій Коровін  | 40,2      |      |

| Місце | Команда                                                                                              | Результат | Очки |
| ----- | --- | --------- | ---- |
| 1     | СШАКертіс Міллс (45,8) Фред Ньюгаус (45,8) Вейн Коллетт (45,7) Джон Сміт (47,3)                      | 3.04,6    | 5    |
| 2     | СРСР-1Євген Борисенко (46,8) Юрій Зорин (47,7) Борис Савчук (46,7) Олександр Братчиков (47,5)        | 3.08,7    | 3    |
| 3     | СРСР-2Енну Лааснер (48,7) Олександр Конніков (48,0) Володимир Носенко (45,5) Олександр Іванов (47,6) | 3.09,8    |      |

| Місце | Атлет                       | Результат | Очки |
| ----- | --------------------------- | --------- | ---- |
| 1     | Володимир Голубничий СРСР-1 | 1:28.34,4 | 5    |
| 2     | Микола Смага СРСР-1         | 1:28.34,4 | 3    |
| 3     | Борис Яковлєв СРСР-2        | 1:29.37,0 |      |
| 4     | Дейв Романські США          | 1:29.59,0 | 2    |
| 5     | Володимир Свечников СРСР-2  | 1:31.42,0 |      |
| 6     | Том Дулі США                | 1:32.31,0 | 1    |

| Місце | Атлет                    | Результат | Очки |
| ----- | ------------------------ | --------- | ---- |
| 1     | Рейнальдо Браун США      | 2,14      | 5    |
| 2     | Валентин Гаврилов СРСР-1 | 2,11      | 3    |
| 3     | Рейо Вяхяля Фінляндія    | 2,08      |      |
| 4     | Віктор Большов СРСР-1    | 2,08      | 2    |
| 5     | Баррі Шепард США         | 2,08      | 1    |
| 6     | Рустам Ахметов СРСР-2    | 2,00      |      |

| Місце | Атлет                     | Результат | Очки |
| ----- | ------------------------- | --------- | ---- |
| 1     | Геннадій Блізнєцов СРСР-1 | 5,15      | 5    |
| 2     | Олександр Малютін СРСР-2  | 5,00      |      |
| 3     | Пол Хеглар США            | 5,00      | 3    |
| 4     | Юрій Ісаков СРСР-1        | 4,80      | 2    |
| 5     | Сем Карузерс США          | 4,80      | 1    |
| 6     | Унто Сьє Фінляндія        | 4,60      |      |

| Місце | Атлет                     | Результат | Очки |
| ----- | ------------------------- | --------- | ---- |
| 1     | Джеймс Мур США            | 7,96      | 5    |
| 2     | Ігор Тер-Ованесян СРСР-1  | 7,92      | 3    |
| 3     | Леонід Барковський СРСР-1 | 7,87      | 2    |
| 4     | Норман Тейт США           | 7,57      | 1    |
| 5     | Едвард Броссман СРСР-2    | 7,53      |      |
| 6     | Володимир Сацевич СРСР-2  | 7,52      |      |
| п/к   | Рональд Коулмен США       | 7,52      |      |

| Місце | Атлет                     | Результат | Очки |
| ----- | ------------------------- | --------- | ---- |
| 1     | Володимир Куркевич СРСР-2 | 16,60     |      |
| 2     | Віктор Санєєв СРСР-1      | 16,56     | 5    |
| 3     | Геннадій Бессонов СРСР-1  | 16,25     | 3    |
| 4     | Норман Тейт США           | 15,83     | 2    |
| 5     | Дейв Сміт США             | 15,76     | 1    |
| 6     | Джузеппе Джентіле Італія  | 15,70     |      |

| Місце | Атлет                  | Результат | Очки |
| ----- | ---------------------- | --------- | ---- |
| 1     | Микола Карасьов СРСР-1 | 19,74     | 5    |
| 2     | Ел Феєрбах США         | 19,36     | 3    |
| 3     | Стів Вільгельм США     | 19,01     | 2    |
| 4     | Валерій Войкін СРСР-1  | 18,96     | 1    |
| 5     | Рімантас Плунге СРСР-2 | 18,61     |      |
| 6     | Пекка Ахнгер Фінляндія | 18,46     |      |

| Місце | Атлет                     | Результат | Очки |
| ----- | ------------------------- | --------- | ---- |
| 1     | Володимир Ляхов СРСР-1    | 60,26     | 5    |
| 2     | Рікард Дрешер США         | 59,28     | 3    |
| 3     | Тім Воллмер США           | 59,14     | 2    |
| п/к   | Джон Пауелл США           | 58,28     |      |
| 4     | Валентин Голованов СРСР-2 | 57,72     |      |
| 5     | Вітаутас Ярас СРСР-1      | 57,32     | 1    |
| 6     | Юко Монтонен Фінляндія    | 56,64     |      |

| Місце | Атлет                     | Результат | Очки |
| ----- | ------------------------- | --------- | ---- |
| 1     | Анатолій Бондарчук СРСР-1 | 72,48     | 5    |
| п/к   | Анатолій Максимов СРСР    | 70,72     |      |
| 2     | Ромуальд Клим СРСР-1      | 70,02     | 3    |
| 3     | Василь Хмелевський СРСР-2 | 68,24     |      |
| 4     | Джордж Френн США          | 64,22     | 2    |
| 5     | Пааво Кяркі Фінляндія     | 61,16     |      |
| 6     | Стів Дотремон США         | 58,82     | 1    |

| Місце | Атлет                    | Результат | Очки |
| ----- | ------------------------ | --------- | ---- |
| 1     | Білл Скіннер США         | 83,12     | 5    |
| 2     | Вілніс Фельдманіс СРСР-1 | 81,82     | 3    |
| 3     | Яніс Лусіс СРСР-1        | 79,54     | 2    |
| 4     | Роджер Коллінс США       | 76,68     | 1    |
| 5     | Яніс Доніньш СРСР-2      | 75,50     |      |
| 6     | Микола Гребнєв СРСР-2    | 74,48     |      |

| Місце | Атлет                     | Результат | Очки |
| ----- | ------------------------- | --------- | ---- |
| 1     | Микола Авілов СРСР-1      | 7695      | 5    |
| 2     | Володимир Щербатих СРСР-1 | 7613      | 3    |
| 3     | Володимир Орманов СРСР-2  | 7532      |      |
| 4     | Джон Варкентін США        | 7425      | 2    |
| 5     | Джефф Беннетт США         | 7353      | 1    |
| 6     | Борис Іванов СРСР-2       | DNF       |      |

### Жінки
| Місце | Атлетка                   | Результат | Очки |
| ----- | ------------------------- | --------- | ---- |
| 1     | Айріс Девіс США           | 11,7      | 5    |
| 2     | Надія Бесфамільна СРСР-1  | 11,9      | 3    |
| 3     | Галина Бухаріна СРСР-2    | 12,0      |      |
| 4     | Людмила Голомазова СРСР-1 | 12,0      | 2    |
| 5     | Кеті Смолвуд США          | 12,2      | 1    |
| 6     | Олена Балашова СРСР-2     | 12,4      |      |

| Місце | Атлетка                   | Результат | Очки |
| ----- | ------------------------- | --------- | ---- |
| 1     | Мейвіс Лейнг США          | 23,5      | 5    |
| 2     | Надія Бесфамільна СРСР-1  | 23,8      | 3    |
| 3     | Людмила Голомазова СРСР-1 | 24,0      | 2    |
| 4     | Пем Грін США              | 24,1      | 1    |
| 5     | Олена Балашова СРСР-2     | 24,7      |      |
| 6     | Наталія Чистякова СРСР-2  | 25,0      |      |

| Місце | Атлетка                 | Результат | Очки |
| ----- | ----------------------- | --------- | ---- |
| 1     | Віра Попкова СРСР-1     | 54,1      | 5    |
| 2     | Кеті Геммонд США        | 54,8      | 3    |
| 3     | Раїса Ніканорова СРСР-1 | 55,2      | 2    |
| 4     | Любов Фіногенова СРСР-2 | 55,2      |      |
| 5     | Джарвіс Скотт США       | 55,9      | 1    |
| 6     | Сарміте Штула СРСР-2    | 56,3      |      |

| Місце | Атлетка                  | Результат | Очки |
| ----- | ------------------------ | --------- | ---- |
| 1     | Шеріл Туссен США         | 2.05,5    | 5    |
| 2     | Нійоле Сабайте СРСР-1    | 2.05,9    | 3    |
| 3     | Ева Хансумяе СРСР-2      | 2.06,3    |      |
| 4     | Франсі Джонсон США       | 2.06,7    | 2    |
| 5     | Людмила Сорока СРСР-1    | 2.08,3    | 1    |
| 6     | Надія Колесникова СРСР-2 | 2.10,4    |      |

| Місце | Атлетка                 | Результат | Очки |
| ----- | ----------------------- | --------- | ---- |
| 1     | Людмила Брагіна СРСР-1  | 4.16,8    | 5    |
| 2     | Насима Гіматова СРСР-2  | 4.20,0    |      |
| 3     | Тамара Пангелова СРСР-1 | 4.20,6    | 3    |
| 4     | Лариса Сафронова СРСР-2 | 4.22,0    |      |
| 5     | Франсі Лар'є США        | 4.24,5    | 2    |
| 6     | Марія Стернс США        | 4.41,4    | 1    |

| Місце | Атлетка                    | Результат | Очки |
| ----- | -------------------------- | --------- | ---- |
| 1     | Патті Джонсон США          | 13,5      | 5    |
| 2     | Тетяна Кондрашова СРСР-1   | 13,8      | 3    |
| 3     | Любов Кононова СРСР-1      | 13,9      | 2    |
| 4     | Світлана Нестеренко СРСР-2 | 14,0      |      |
| 5     | Меймі Роллінс США          | 14,1      | 1    |
| 6     | Тетяна Антарян СРСР-2      | 14,1      |      |

| Місце | Команда                                                                      | Результат | Очки |
| ----- | ---------------------------------------------------------------------------- | --------- | ---- |
| 1     | СРСР-1Людмила Жаркова Людмила Голомазова Марина Нікіфорова Надія Бесфамільна | 44,8      | 5    |
| 2     | СШАПет Гокінс Маттілайн Рендер Пем Грін Айріс Девіс                          | 45,0      | 3    |
| 3     | СРСР-2Людмила Гаврилова Наталія Чистякова Галина Бухаріна Алла Смирнова      | 46,5      |      |

| Місце | Команда                                                                                        | Результат | Очки |
| ----- | ---------------------------------------------------------------------------------------------- | --------- | ---- |
| 1     | СШАДжарвіс Скотт (54,5) Мейвіс Лейнг (52,7) Шеріл Туссен (53,2) Кеті Геммонд (53,2)            | 3.33,6    | 5    |
| 2     | СРСР-1Анна Дундаре (53,6) Інгріда Баркане (53,4) Раїса Ніканорова (53,7) Віра Попкова (54,3)   | 3.35,2    | 3    |
| 3     | СРСР-2Сарміте Штула (54,9) Любов Фіногенова (55,1) Надія Ільїна (55,1) Галина Камардіна (56,7) | 3.41,8    |      |

| Місце | Команда                  | Результат | Очки |
| ----- | ------------------------ | --------- | ---- |
| 1     | Антоніна Лазарева СРСР-1 | 1,80      | 5    |
| 2     | Аделаїда Гертіг СРСР-1   | 1,76      | 3    |
| 3     | Ніна Ждан СРСР-2         | 1,73      |      |
| 4     | Бренда Сімпсон США       | 1,60      | 2    |
| 5     | Віра Грушкіна СРСР-2     | 1,60      |      |
| 6     | Саллі Пліхал США         | 1,60      | 1    |

| Місце | Атлетка                  | Результат | Очки |
| ----- | ------------------------ | --------- | ---- |
| 1     | Алла Смирнова СРСР-2     | 6,26      |      |
| 2     | Віллі Вайт США           | 6,15      | 5    |
| 3     | Надія Кройтер СРСР-1     | 6,15w     | 3    |
| 4     | Тетяна Бичкова СРСР-1    | 6,11      | 2    |
| 5     | Любов Старостенко СРСР-2 | 5,78      |      |
| 6     | Дебора Сміт США          | 5,69      | 1    |

| Місце | Атлетка                 | Результат | Очки |
| ----- | ----------------------- | --------- | ---- |
| 1     | Надія Чижова СРСР-1     | 19,17     | 5    |
| 2     | Антоніна Іванова СРСР-2 | 18,56     |      |
| 3     | Олена Корабльова СРСР-2 | 17,82     |      |
| 4     | Галина Некрасова СРСР-1 | 17,35     | 3    |
| 5     | Марен Зайдлер США       | 14,23     | 2    |
| 6     | Лінетт Метьюс США       | 14,23     | 1    |

| Місце | Атлетка                   | Результат | Очки |
| ----- | ------------------------- | --------- | ---- |
| 1     | Фаїна Мельник СРСР-2      | 57,96     |      |
| 2     | Ірина Солонцова СРСР-1    | 56,64     | 5    |
| 3     | Тамара Данилова СРСР-1    | 56,36     | 3    |
| 4     | Людмила Хмелевська СРСР-2 | 53,56     |      |
| 5     | Реней Клечка США          | 46,02     | 2    |
| 6     | Лінда Ленгфорд США        | 44,04     | 1    |

| Місце | Атлетка                     | Результат | Очки |
| ----- | --------------------------- | --------- | ---- |
| 1     | Мара Сауліте СРСР-2         | 55,08     |      |
| 2     | Валентина Еверт СРСР-1      | 53,30     | 5    |
| 3     | Олександра Садовнича СРСР-2 | 53,04     |      |
| 4     | Барбара Фрідріх США         | 49,40     | 3    |
| 5     | Віра Савенкова СРСР-1       | 48,34     | 2    |
| 6     | Шеррі Калверт США           | 45,12     | 1    |

## Командний залік
|                 | СРСР | США |
| --------------- | ---- | --- |
| Чоловіки        | 122  | 114 |
| Жінки           | 78   | 59  |
| Загальний залік | 200  | 173 |

## Відео
- Репортаж про матч у кіножурналі «Радянський спорт» (рос.)